# Manhattanville

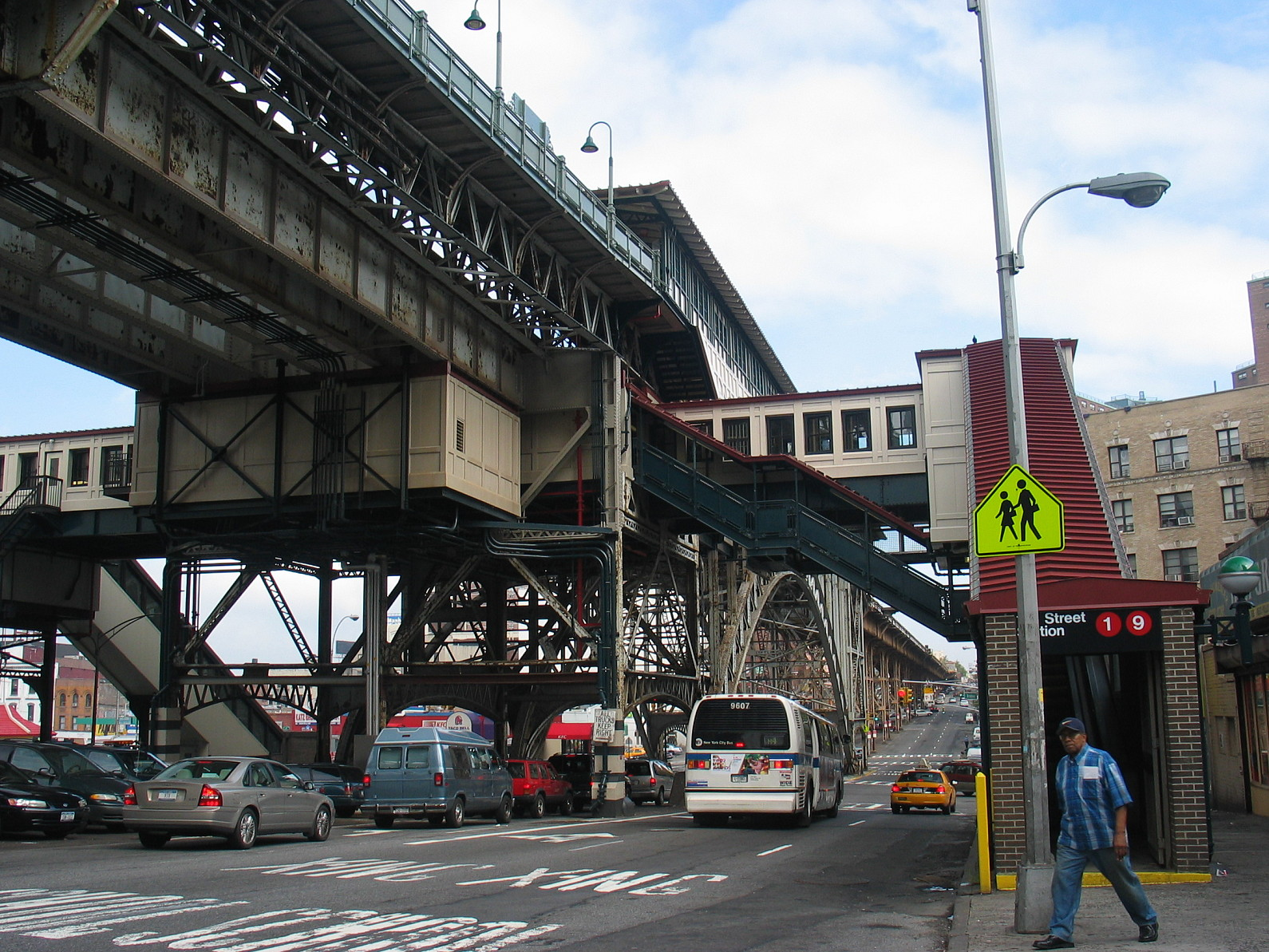
Estação Rua 125 (125th Street), IRT Broadway - Seventh Avenue Line

Manhattanville é um bairro da borough de Manhattan, na Cidade de Nova Iorque limitada ao sul por Morningside Heights, a oeste pelo Rio Hudson, a leste por Harlem e ao norte por Hamilton Heights. 